# Palazzo Ferretti del Pozzolungo
Palazzo Ferretti del Pozzolungo è un'antica dimora nobiliare di Ancona, nelle Marche, oggi sede dell'arcidiocesi di Ancona-Osimo.

## Storia e architettura
Il palazzo ha origini antichissime. Su fondazioni di epoca romana si erse la prima sede dei consoli che fino a tutto il Millecento governarono la città. In seguito vi si installò il podestà.
Nel 1225 venne donato dal Comune ai conti Cortesi di Sirolo, in segno di ringraziamento per aver allargato l'area d'influenza di Ancona. Nel corso del tempo l'edificio passò poi ai Majù e ai Cavallo ed infine ai conti Ferretti del ramo del Pozzolungo (o Pozzolongo), da cui il nome.
Secondo quanto scritto dal Giangiacomi, nel XVI secolo apparivano ancora i leoni e i leopardi,  animali araldici del Comune, che decoravano la facciata, arretrata rispetto all'attuale.
Nel XVIII secolo i Ferretti intrapresero una profonda ristrutturazione inglobando diversi edifici medievali e rinascimentali dietro un grande fronte barocco che si sviluppa su piazza del Senato, ma anche lungo via Pio II. 
Nel 1823-24 la Camera Apostolica acquistò il palazzo dei Ferretti per farne la nuova sede arcivescovile.
Nel 1999 vi fu accolto papa Giovanni Paolo II durante la sua visita nelle Marche.
Il palazzo si articola lungo la via Pio II e a ridosso del Colle Guasco, sormontato dal Duomo. Le lunghe facciate barocche inglobano due torri medievali, di cui si vede ancora chiaramente quella sovrastata da un'altana, a sinistra del fronte della piazza; un cortile con rilievi rinascimentali e si apre su un giardino interno. Nel 2003 è stato restaurato.